# Svegs landskommun
Svegs landskommun var en tidigare kommun i Jämtlands län. Centralort var Sveg (som utgjorde en egen köpingskommun och var alltså utanför kommunens eget territorium) och kommunkod 1952–66 var 2330.

## Administrativ historik
Svegs landskommun inrättades 1863 i Svegs socken när 1862 års kommunalförordningar trädde i kraft. Den 31 december 1908 inrättades ett municipalsamhälle med namnet Svegsmons municipalsamhälle inom kommunen. 1937 bröts detta municipalsamhälle ut för att bilda Svegs köping.
Den 1 januari 1947 (enligt beslut den 30 november 1945) överfördes från Svegs landskommun och församling till Vemdalens landskommun och Vemdalens församling vissa områden (fastigheterna Glissjöberg nr 3, 6 och 13, Håsjötorpet 1:1 och 1:2 samt även delar Hedebanan 3:1) med 29 invånare och omfattande en areal av 22,56 km², varav 21,70 km² land.
Vid kommunreformen 1952 lades Linsells landskommun och Älvros landskommun samman med Svegs landskommun.
Den 1 januari 1957 överfördes från Svegs landskommun och Linsells församling till Kopparbergs län och Idre landskommun och församling ett område med 17 invånare och omfattande en areal av 26,26 km², varav 25,76 km² land.
1967 inkorporerades Svegs landskommun i Svegs köping. Sedan 1974 ingår området i Härjedalens kommun.

### Kyrklig tillhörighet
I kyrkligt hänseende tillhörde kommunen Svegs församling. Den 1 januari 1952 tillkom Linsells församling och Älvros församling.

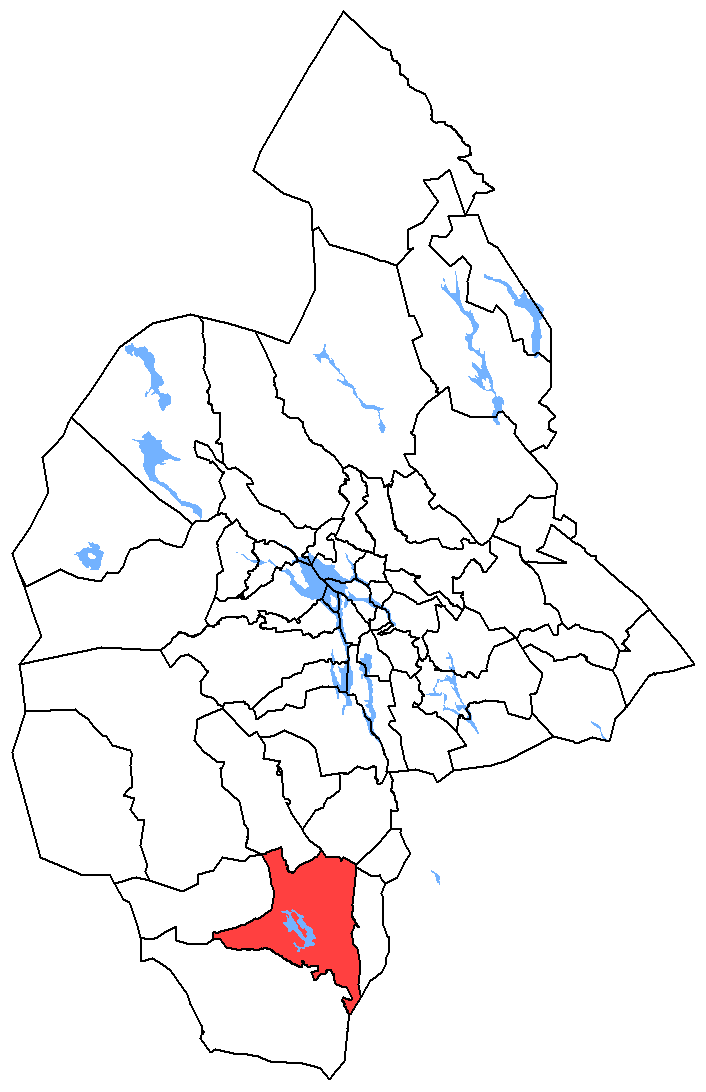
Svegs landskommuns ursprungliga omfattning 1863–1936.
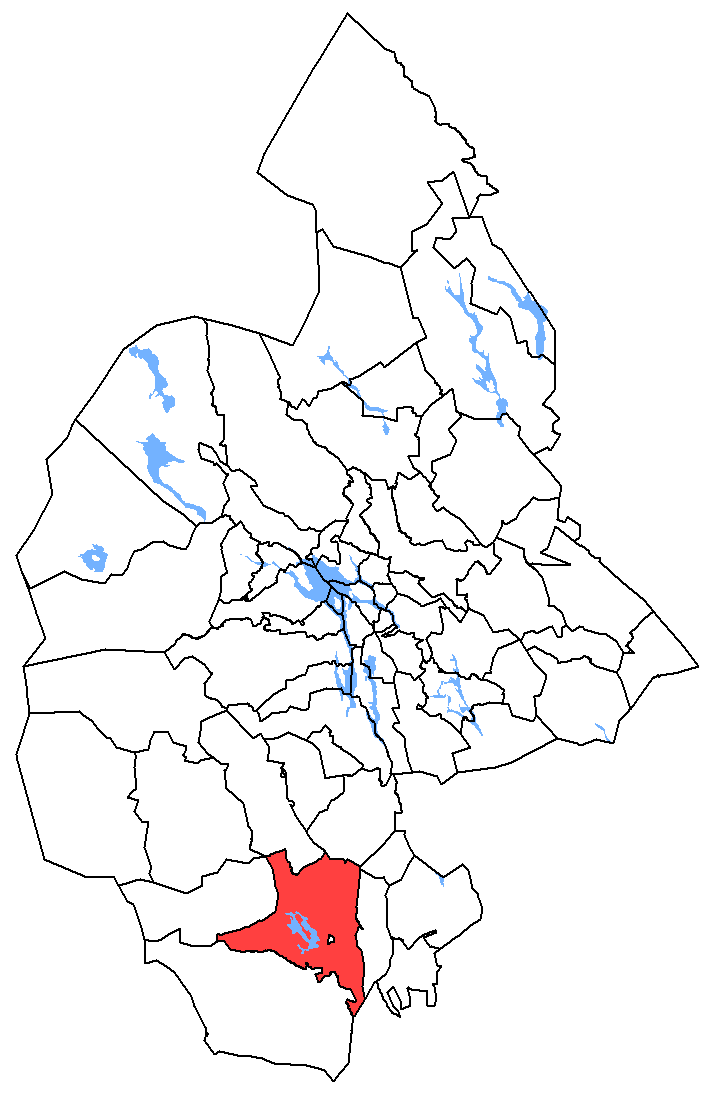
Svegs landskommun 1937–51.
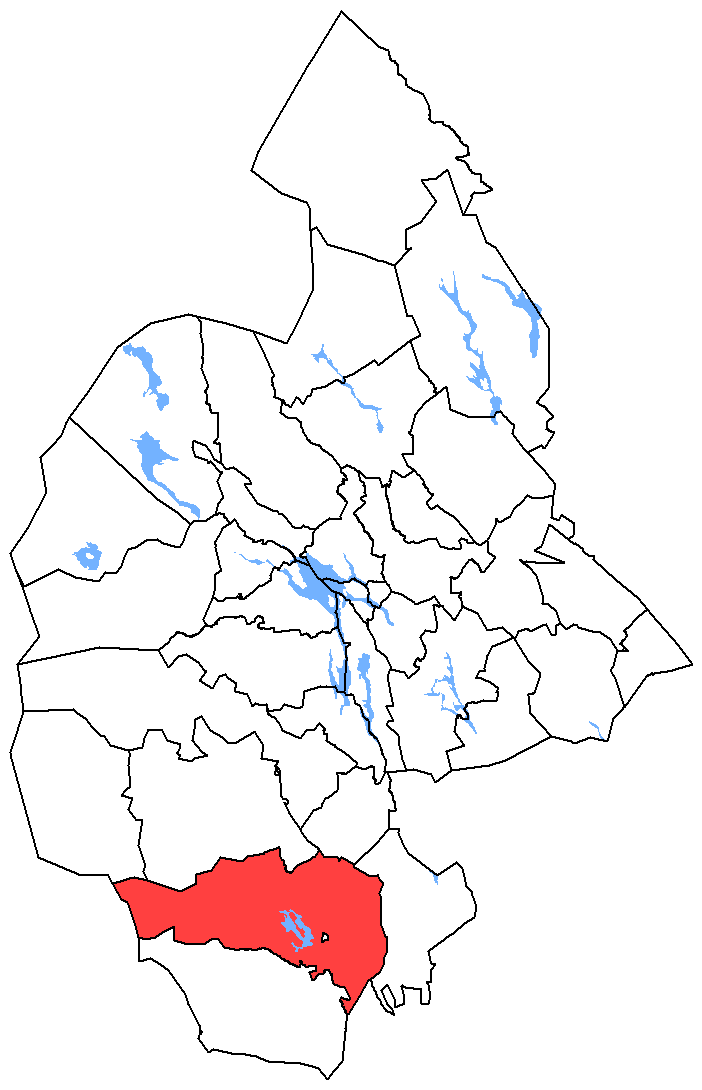
Svegs landskommun 1952–66

## Folkmängd
År 1959 fanns det 3 779 invånare i kommunen och en befolkningstäthet på 1,2 invånare/km². Detta kan jämföras med riksgenomsnittet som då var 18,0 invånare/km² medan länsgenomsnittet var 3,0 invånare/km².

## Kommunvapen
Svegs landskommun förde inte något vapen. Däremot hade Linsells landskommun ett vapen vars giltighet upphörde i samband med sammanläggningen 1952.

Linsells landskommun (1948–51)

## Geografi
Svegs landskommun omfattade den 1 januari 1952 en areal av 3 157,34 km², varav 3 083,77 km² land.

### Tätorter i kommunen 1960
| Tätort   | Folkmängd |
| -------- | --------- |
| Älvros   | 334       |
| Ulvkälla | 302       |
| Linsell  | 203       |

Tätortsgraden i kommunen var den 1 november 1960 23,3 procent.

## Politik

### Mandatfördelning i valen 1938-1962
| 11 | 13 |

| 22 |

| 14 | 10 |

| 23 |

| 9 | 11 | 4 |

| 21 |

| 3 | 20 | 4 | 8 |

| 33 |

| 2 | 20 | 4 | 7 | 2 |

| 34 |

| 2 | 21 | 4 | 3 | 3 | 2 |

| 33 |

|  | 23 | 4 | 3 | 3 |  |

| 33 |